# Soudage par faisceau d'électrons
 (janvier 2020).
Si vous disposez d'ouvrages ou d'articles de référence ou si vous connaissez des sites web de qualité traitant du thème abordé ici, merci de compléter l'article en donnant les références utiles à sa vérifiabilité et en les liant à la section « Notes et références ».
Ne doit pas être confondu avec Fusion par faisceau d'électrons.
Le soudage par faisceau d'électrons (abrégé en EBW pour (en) Electron Beam Welding) est un procédé de soudage utilisant l'interaction d'un faisceau d'électrons avec les pièces à assembler. Les électrons lancés à forte vitesse dans le vide possèdent une énergie cinétique importante qui sera transférée en grande partie à la pièce au moment de l'impact, générant ainsi suffisamment de chaleur pour provoquer la fonte puis le soudage des matériaux. Ce procédé de soudage est essentiellement automatisé, compte tenu de l'environnement nécessaire à la génération du faisceau d'électrons.

## Description
Le faisceau est concentré sur les zones à assembler. Lorsque la puissance dépasse environ 10 kW par millimètre carré, la chaleur n'arrive plus à être dissipée dans le substrat. Il en résulte une évaporation locale du matériau et la formation d'une cavité dans laquelle la soudure se forme. Le soudage se fait dans une enceinte sous vide évitant ainsi toute contamination extérieure ou toute oxydation.
La soudure par faisceau d'électrons offre une grande plage de puissance variant entre 10 kW et 100 kW, donnant une souplesse d'utilisation supérieure par exemple au soudage laser. La puissance associée à la possibilité de concentrer le faisceau sur une zone très étroite permet une très bonne pénétration (rapport pénétration : largeur de 50:1). Ceci permet de souder sur de très grandes épaisseurs, par exemple 200 mm (acier) ou 300 mm (aluminium). La vitesse de soudure limite également la déformation des pièces à assembler.
Le taux de conversion énergie électrique/chaleur est également très élevé, pouvant atteindre 75 % d'efficacité, comparé par exemple à 25 % pour le soudage laser à fibre.
Le procédé est entièrement automatisé, nécessitant un investissement de départ supérieur, mais permettant une reproductibilité parfaite de la soudure d'une pièce à l'autre.

## Équipement
L'équipement générateur de faisceau est très proche dans le principe d'un tube cathodique. Une cathode, généralement faite d'un alliage tantale-tungstène est chauffée à sa température d'émission. Une électrode de grille (Wehnelt) permet de régler la quantité d'électrons émis. Les électrons émis sont accélérés par une anode dont le potentiel varie entre 30  et   200 kV jusqu'à plus ou moins 2/3 de la vitesse de la lumière. Le faisceau est concentré par une lentille magnétique (focalisation) avant d'être dirigé sur la zone à souder. Des bobines de déflexion placées près de la lentille permettent de faire vibrer le faisceau à des fréquences comprises entre quelques Hz et 10 kHz.
En général, la pièce à souder est placée sur une table automatisée permettant de la déplacer sous le faisceau.
L'ensemble est placé dans une enceinte sous vide, le vide autour de la cathode (10-6 mbar) étant plus important que le vide autour de la pièce (10-4 mbar).
L'impact du faisceau sur la pièce génère une émission de rayons X qu'il est nécessaire de filtrer par une enceinte de protection.

## Technique de soudage
La technologie est très bien adaptée au soudage en bout en un seul passage avec des épaisseurs pouvant aller jusqu'à 200 mm sur acier avec un canon de 150 kvolts. Les surfaces jointes sont généralement fraisées pour permettre un meilleur contact. Un métal d'apport peut être introduit sous forme de feuillard placé entre les pièces ou sous forme de fil amené en cours de soudage. Pour des pièces d'épaisseur modeste, il est possible d'obtenir de très bons résultats cosmétiques en utilisant, par exemple, un second passage du faisceau pour adoucir l'aspect de surface. Pour de plus grandes épaisseurs, il est parfois nécessaire d'incorporer sur les pièces d'origine différentes configurations géométriques additionnelles, comme une embase et un collet qui seront éliminés par la suite par fraisage.
La plupart des métaux peuvent être soudés par cette méthode, y compris les métaux traditionnellement difficilement soudables sans apport de matière extérieure comme : les métaux réfractaires, les métaux faiblement alliés, les métaux à grande conductivité thermique, cuivres, « superalliages », tantale, titane, molybdène, etc. Il n'est pas possible de souder l'acier galvanisé, le laiton, le maillechort avec ce procédé. Le zinc contenu dans ces alliages se volatilise pendant le soudage, se dépose en fine couche sur les parois de la chambre à vide et peut, à la longue, créer des courts-circuits dans le canon à électrons entraînant la destruction d'éléments coûteux.

## Applications
L'utilisation du soudage par faisceau d'électrons trouve toute son utilité dans le soudage de pièces de grande taille où la distorsion après soudure doit être limitée au maximum. L'industrie nucléaire et l'industrie aérospatiale sont à l'origine des premières applications industrielles. Grâce à la qualité des résultats obtenus, et malgré l'investissement nécessaire, on retrouve également cette technologie dans les milieux de l'automobile, notamment dans la soudure des pièces de transmission.